# Coregonus baicalensis
Coregonus baicalensis är en fiskart som beskrevs av Dybowski, 1874. Coregonus baicalensis ingår i släktet Coregonus och familjen laxfiskar. Inga underarter finns listade i Catalogue of Life.